# Florence Stanley
Florence Stanley (nascida como Florence Schwartz; Chicago, 1 de julho de 1924 – Los Angeles, 3 de outubro de 2003) foi uma atriz norte-americana de teatro, cinema e televisão, mais conhecida por interpretar Bernice Fish nas séries Barney Miller e Fish. Stanley também atuou em filmes como Up the Down Staircase, The Day of the Dolphin e The Fortune.

## Filmografia
| Ano  | Título                        | Personagem           | Notas         |
| ---- | ----------------------------- | -------------------- | ------------- |
| 1967 | Up the Down Staircase         | Ella Friedenberg     |               |
| 1970 | Jenny                         | Mulher no Playground | Não creditado |
| 1973 | The Day of the Dolphin        | Mulher do Clube      |               |
| 1975 | The Prisoner of Second Avenue | Pearl                |               |
| 1975 | The Fortune                   | Sra. Gould           |               |
| 1987 | Outrageous Fortune            | Bilheteira           |               |
| 1993 | Trouble Bound                 | Vovó Martucci        |               |
| 1994 | Trapped in Paradise           | Ma Firpo             |               |
| 1995 | A Goofy Movie                 | Garçonete            | Voz           |
| 1998 | The Odd Couple II             | Hattie               |               |
| 1998 | Bulworth                      | Dobish               |               |
| 2000 | The Brainiacs.com             | Vovó Tyler           |               |
| 2001 | Atlantis: The Lost Empire     | Sra. Packard         | Voz           |
| 2001 | According to Spencer          | Avó                  |               |
| 2003 | Down with Love                | Esposa na Lavandaria |               |